# Leppneeme
Leppneeme är en by i Estland. Den ligger i Viimsi kommun och i landskapet Harjumaa. Antalet invånare var 464 år 2011.
Leppneeme är ett färjeläge vid Finska viken som ligger på norra delen av halvön Viimsi poolsaar. Halvön avgränsas av Tallinnbukten i väster och Ihasalu laht i öster. Från hamnen i Leppneeme (Leppneeme sadam) utgår färjorna till Vrangö. Runt Leppneeme är det ganska tätbefolkat, med 248 invånare per kvadratkilometer. Närmaste större samhälle är Tallinn, 13 km söder om Leppneeme. I omgivningarna runt Leppneeme växer i huvudsak blandskog.
Årsmedeltemperaturen i trakten är 4 °C. Den varmaste månaden är juli, då medeltemperaturen är 18 °C, och den kallaste är januari, med −10 °C.